# Gunther Martin Göttsche

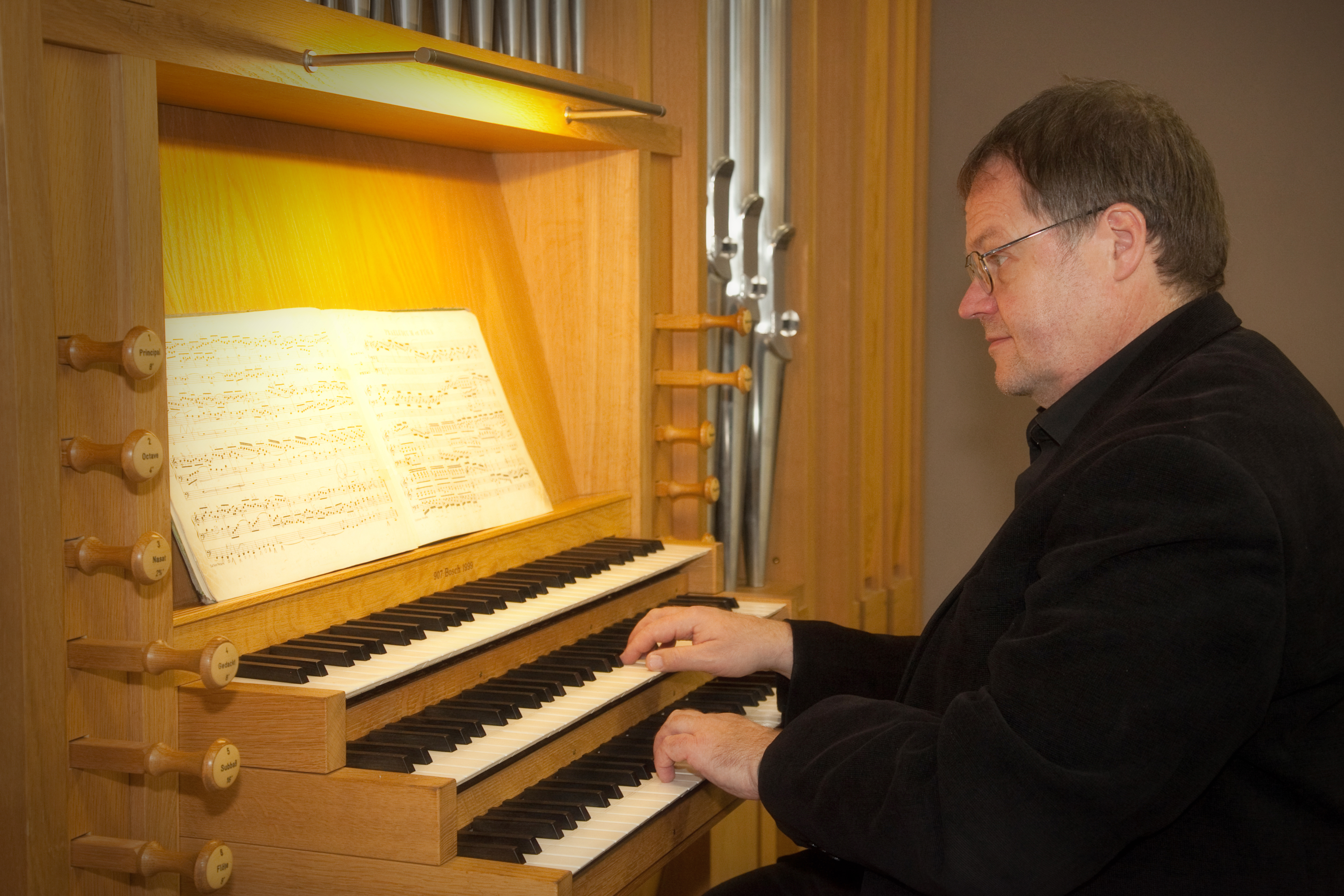
Gunther Martin Göttsche an der Orgel des Kapitelsaals im Kloster Schlüchtern, 2012

Gunther Martin Göttsche (* 1953 in Bad Oldesloe) ist ein deutscher Kirchenmusiker und Komponist.

## Leben und Wirken
Gunther Martin Göttsche wurde als Sohn einer Musiker- und Künstlerfamilie geboren. Er ist der Sohn von Heinz Markus Göttsche und Heilwig Göttsche, geb. Thieme und wuchs mit vier Schwestern auf, die alle ebenfalls Musik studierten. Sein Großvater Leopold Thieme war Maler und Zeichner. Gunther Martin Göttsche legte nach der Übersiedlung seiner Familie nach Speyer 1972 das Abitur ab. Er spielte Violine, Viola und Klavier und wirkte ebenso wie seine Geschwister zunächst in den Chören und Orchestern seines Vaters mit. Von 1969 bis 1971 war er Keyboarder der Rockband „Tyburn Tall“.
Göttsche studierte von 1972 bis 1977 Schulmusik, Komposition und klassische Philologie an der Musikhochschule Mannheim sowie an der Universität Mannheim, u. a. bei Hans Vogt, Gerald Kegelmann und Cláudio Santoro. Während des Studiums sammelte er erste Erfahrungen als Chorleiter und Organist in Viernheim bei Mannheim. Anschließend studierte er Kirchenmusik an der Spandauer Kirchenmusikschule in Berlin bei u. a. Ernst Pepping, Karl Hochreither, Martin Behrmann und Renate Zimmermann und legte dort 1981 das A-Examen ab. In dieser Zeit übernahm er die Kantorenassistenz bei Martin Behrmann an der Kirche im Evangelischen Johannesstift. 1979 erhielt Göttsche beim bundesweiten Orgelwettbewerb in Schlüchtern den 2. Preis sowie den Sonderpreis für Improvisation.
Seine berufliche Laufbahn begann Göttsche von 1981 bis 1987 als Bezirkskantor in Aalen/Württemberg, wo er Kantor der Stadtkirche sowie des Evangelischen Kirchenbezirkes Aalen war. Neben dem Kirchenchor und dem Kinderchor leitete er von 1985 bis 1987 auch das Collegium Musicum der Oratorienvereinigung Aalen. In Aalen begann zudem seine kompositorische Tätigkeit, u. a. mit dem Singspiel „König Drosselbart“ nach einem Märchen der Brüder Grimm für Kinderchor, Flöte, Trompete, Streicher und Klavier.
Als Nachfolger von Karl-Heinrich Büchsel wurde Göttsche 1987 Landeskirchenmusikdirektor der Evangelisch-lutherischen Landeskirche in Braunschweig, zu seinen Aufgaben gehörte auch das Kantorat an der St. Trinitatis-Kirche in Wolfenbüttel.
1992 wechselte er nach Schlüchtern und war dort bis 2013 Direktor der Kirchenmusikalischen Fortbildungsstätte. Gleichzeitig wirkte er in vielen Gremien der Schlüchterner Kirchengemeinde und im Kirchenkreis mit. Bis 2008 leitete er die Kantorei der Kirchengemeinde Schlüchtern, mit der er u. a. große Werke wie Bachs Matthäus-Passion, Verdis Messa da Requiem oder das Oratorium Elias von Mendelssohn-Bartholdy aufführte. 1992 gründete er den Chor der Kirchenmusikalischen Fortbildungsstätte (anfangs unter dem Namen „Nord-Süddeutscher Kammerchor“). Für die Schlüchterner Kantorei sowie den Chor der kirchenmusikalischen Fortbildungsstätte entstanden zahlreiche Vokalwerke. Bei seiner Verabschiedung im Jahr 2013 wurde Götsche die Heinrich-Schütz-Medaille der Evangelischen Kirche von Kurhessen-Waldeck verliehen.
Von 2013 bis 2018 war Göttsche Kirchenmusiker der deutschsprachigen evangelischen Gemeinde an der Erlöserkirche in Jerusalem. Seit seiner Rückkehr nach Deutschland im Jahr 2018 lebt Göttsche abwechselnd im Raum Schlüchtern und in Mecklenburg-Vorpommern und übernahm 2022 eine Organistenstelle in Steinau.
Göttsche lehrte von 2008 bis 2013 sowie von 2018 bis 2020 als Dozent an der Hochschule für Kirchenmusik Heidelberg Orgelimprovisation und Gemeindebegleitung.
Er ist verheiratet mit der Sängerin und Gesangspädagogin Heidrun Göttsche. Seine Tochter aus erster Ehe, Annemarie Göttsche, ist Bezirkskantorin des Kirchenkreises Kirchhain.

## Kompositorisches Schaffen
Göttsches kompositorische Tätigkeit begann bereits in den 1980er Jahren und umfasst inzwischen ein umfangreiches Opus von geistlichen und weltlichen Vokal- und Instrumentalwerken. Sein Kompositionsstil ist tonal, oft ergänzt durch Harmonik und Rhythmik des 19. und 20. Jahrhunderts bis hin zu Jazz-Elementen. Charakteristisch für Göttsches Werke ist der Fokus auf die Texte, die überwiegend biblischer oder geistlicher Herkunft sind. Dadurch ergibt sich eine „ansprechende, immer gesanglich inspirierte Linie und eine stimmige harmonische Farbe“ in den Kompositionen.
In den letzten Jahren komponierte Göttsche vermehrt Auftragswerke, darunter das Passions-Oratorium „Jerusalem“ (op. 90), den „98. Psalm“ für zwei Chöre SATB, Sopran- und Bass-Solo, sechs Blechbläser, Orgel, Klavier, Violoncello, Kontrabass und Schlagzeug (op. 109) oder „Die Legende von Christophorus“ (op. 101) für Soli, Kinderchor, Flöte, Violine, Viola, Kontrabass, Klavier und Sprecher.

## Kompositionen (Auswahl)

### Motetten für Chor a cappella
- Einer trage des andern Last (SAM) op. 3, 1 (1980), ostinato-Musikverlag Salzgitter 2002
- Die Heilung des Blinden (SATB) op. 9, 1 (1983), Daimonion-Verlag Wiesbaden 2002
- Du bist mein Fels und meine Burg (SAM) op. 3, 2 (1989), ostinato-Musikverlag Salzgitter 2002
- Christus, der uns selig macht (SATB) op. 31 (1993), Daimonion-Verlag Wiesbaden 2003
- Komm, Heiliger Geist, Herre Gott (SATB) op. 32 (1993), Merseburger-Verlag, Kassel 1994
- Die Weissagung Jesajas (SATB) op. 39 (1998), Daimonion-Verlag Wiesbaden 2008
- Nun bitten wir den Heiligen Geist (SATB) op. 44 (1999), Daimonion-Verlag Wiesbaden 2001
- Wisst ihr noch, wie es geschehen (SATB) op. 60 (2000), Möseler Verlag Wolfenbüttel 2002
- Komm, Gott Schöpfer, Heiliger Geist (SSATB) op. 56 (2000), Daimonion-Verlag Wiesbaden 2001
- Denn er hat seinen Engeln befohlen (SATB) op. 57, 2 (2004), Strube Verlag München 2004
- Ich will dem Herren singen (SAM) op. 57, 3 (2002), ostinato-Musikverlag Salzgitter 2002
- Uns ist ein Kind geboren (SATB) op. 57, 5 (2004), Strube Verlag München 2004
- Holz auf Jesu Schulter (SATB) op. 26, 1 (2009), Bärenreiter-Verlag Kassel 2017
- Es ruft eine Stimme: In der Wüste bereitet dem Herrn den Weg (SAM) op. 87, 9 (2017), Gustav Bosse Verlag Kassel 2017
- Canticum Mariae "Meine Seele erhebt den Herrn" (SSAA) op. 96 (2017), Edition ferrimontana, Ober-Mörlen 2017

### Chor und Instrumente (größere Werke)
- Psalmkonzert op. 78 für Sopran solo, Chor SATB, Kinderchor, 9 solistische Frauenstimmen, sechs Blechbläser, Klavier, Orgel, Kontrabass und Schlagzeug (2008), Strube Verlag München 2008
- Missa da camera op. 80 für Sopran solo, Chor SATB, Flöte, Horn, Harfe, Violoncello, Kontrabass, Orgel und Schlagzeug (2008), ostinato-Musikverlag Salzgitter 2008
- Missa in F op. 84 für Chor SATB und 6 Blechbläser oder Orgel (2011), Butz Verlag Bonn 2020
- Magnificat op. 94 für Sopran solo, Chor SATB und Kammerorchester (2016), Carus-Verlag Stuttgart 2017
- Jerusalem Passionsoratorium op. 90 für Soli SATTBB, gemischten Chor SATB, Jugendchor, großes Orchester, Klavier und Orgel (2016), Strube Verlag München 2017
- Der 98. Psalm op. 109 für zwei Chöre SATB, Sopran- und Basssolo, 6 Blechbläser, Orgel, Klavier, Violoncello, Kontrabass und Schlagzeug (2019), Strube Verlag München 2020
- St.-Johannis-Vesper op. 104 für drei Chöre SATB, Kinderchor, Sopran- und Basssolo, Kammerorchester, Klavier, Orgel und Schlagzeug (2020)

### Sammelbände für Chor
- Weihnachtssingen, 20 Liedsätze für gemischten Chor, Möseler Verlag Wolfenbüttel 2002
- Schlüchterner Chorbuch, 30 Liedsätze für gemischten Chor, Strube Verlag München 2004
- Chorbuch Jerusalem, 35 Liedsätze, Kanons und Bearbeitungen, Strube Verlag München 2017

### Volksliedbearbeitungen für Chor
- Als wir jüngst in Regensburg waren Chorballade op. 40, 1 für SSAA (1998), Möseler Verlag Wolfenbüttel 2001
- Die Entdeckung Amerikas (Ein Mann, der sich Kolumbus nannt) Chorballade op. 40, 2 für SATB (2003), Möseler Verlag Wolfenbüttel 2005
- Ich weiß nicht, was soll es bedeuten (Die Loreley) Chorballade op. 40, 3 für SSSAAA (2004), Carus Verlag Stuttgart 2009
- Es geht ein dunkle Wolk herein op. 30, 18 für SATB + SoloS (2006), Carus Verlag Stuttgart 2006
- Hab mein Wage vollgelade op. 40, 4 für SSAA (2009), Carus Verlag Stuttgart 2009
- Ich hab die Nacht geträumet op. 30, 38 für SATB und Klavier (2016), Carus Verlag Stuttgart 2016
- Die Vogelhochzeit op. 40, 7 für SAM und Klavier (2017), Carus Verlag Stuttgart 2018
- Du, du liegst mir im Herzen op. 40, 8 für SSAM und Klavier (2017), Carus Verlag Stuttgart 2018
- Zum Tanze, da geht ein Mädel mit güldenem Band op. 30, 54 für SATB und Klavier (2019), Gustav Bosse Verlag Kassel 2019
- Entre le boeuf et l'ane gris op. 24, 34 für SSAB, Klavier und Melodieinstrument (2020), Carus Verlag Stuttgart 2020

### Spiritual-Arrangements
- Go, tell it on the mountain op. 12, 4 für SATB a cappella (1988) Musica rinata/Sonat-Verlag, Berlin, 1996/2013
- Zwei Spiritual-Sätze für SATB und Klavier (2018) Carus-Verlag Stuttgart 2018

### Kinder- oder Jugendchor
- König Drosselbart Szenisches Singspiel op. 6 für Kinderchor, Flöte, Trompete, Streicher und Klavier, 1983, Strube Verlag München 1990/Neufassung 2014
- Die Heilung des Taubstummen op. 41, 1 für 1-3stg. Kinder- oder Jugendchor, Flöte, Vibraphon, Cembalo und Kontrabass (1998)
- Sieben Sprüche für das Poesiealbum op. 52 für dreistimmigen Kinderchor a cappella (2000), Möseler Verlag Wolfenbüttel 2000
- Zehn Lieder op. 42 für Kinderchor und Klavier, 2002 Eigenverlag
- Exultavit op. 61 Fünf Weihnachtslieder für Frauen- oder Kinderchor und Tasteninstrument (2000), Möseler Verlag Wolfenbüttel 2002
- Europäische Volkslieder op. 82 für ein- bis dreistimmigen Kinder- oder Frauenchor, Querflöte, Violine, Klavier (2009) ostinato-Musikverlag Salzgitter 2009
- Die Legende von Christophorus Kantate op. 101 für Soli, Kinderchor, Flöte, Violine, Viola, Kontrabass, Klavier und Sprecher (2018), Strube-Verlag München 2018
- Der 36. Psalm für Kinderchor, Marimbaphon, Orgel, Schlagzeug und Kontrabass (2019), Strube-Verlag München 2021

### Sologesang
- Sein Lob vor aller Welt 12 geistliche Konzerte und Lieder (1996–2017) für Sopran und Orgel (ostinato-Musikverlag Salzgitter 2018)
- Sieben Lieder nach Texten von Ricarda Huch op. 45/46 für Sopran und Klavier (Eigenverlag, 1999)
- Winterweg (Text: Hans Döpping) op. 50 für Sopran und Klavier (1999)
- Schwingungen op. 73 für Bariton und Streichquartett nach Gedichten von Leopold Thieme (MS, 2005)
- Die Seligpreisungen op. 105 für Sopran und Orgel (2018), auch für SATB und Orgel

### Orgelwerke
- Elf Choralvorspiele op. 20 für die Sammlung In Ewigkeit dich loben, Breitkopf & Härtel (1993–1999)
- Sieben Choralvorspiele op. 51 (1978–1998), erschienen als Christ in Everything (European Connection Vol.3), Concordia Publishing House, St. Louis/USA (2000)
- Choralvorspiele op. 55 (2000–2019) In: Sammlungen Jazz Inspirations (Bärenreiter-Verlag Kassel, 2003–2017) und Schlüchterner Orgelbuch (Bärenreiter-Verlag, 2010)
- Wedding Prelude op. 55 (2001), in Orgelmusik zu Trauungen, Bärenreiter-Verlag, Kassel 2001
- Drei Choralpartiten. Merseburger Verlag Kassel 2017
- In tenebris op. 67 Vier Psalmmeditationen für Orgel im Gedenken an die Opfer des 11. September 2001, Edition Antes/Bella Musica (Edition49) 2015
- Toccata über Adeste fideles op. 69 (2002) sowie Choralpartita über Maria durch ein Dornwald ging op. 74 (2005) in "Maria durch ein Dornwald ging" (Vier Choralbearbeitungen zur Advents- und Weihnachtszeit, 2008) pro organo Verlag, Leutkirch
- In dir ist Freude Choralvariationen op. 81 (2009), in "Schlüchterner Orgelbuch", Bärenreiter-Verlag Kassel, 2010
- 160 kleine Choralvorspiele und Begleitsätze zu Liedern des Evangelischen Gesangbuches (2008–2017). In: Gunther Martin Göttsche, Martin Weyer: Kleine Choralvorspiele und Begleitsätze zu den Liedern des Evangelischen Gesangbuchs. Bärenreiter Verlag, Kassel, 7 Bde, 2008–2017
- Zehn Choralvorspiele op. 93 (2015) für die Sammlung Oekumenisches Orgelbuch, Bärenreiter-Verlag, Kassel 2018

- Sechs Choralvorspiele op. 107 (2019) für die Sammlung Die Wochenlieder zum Evangelischen Gesangbuch. Choralvorspiele für Orgel, 2 Bd., Carus-Verlag Stuttgart 2020

### Instrumentalwerke
- Variationen über ein eigenes Thema für Klavier op. 5, 1 (Ms, 1982)
- Choralsonate für Flöte, Klarinette und Klavier op. 11, 1 nach Choralbearbeitungen von J. S. Bach (Ms, 1986)
- Concerto facile in drei Sätzen op. 11, 3 für Viola und Streichorchester (1986/2000) Daimonion-Verlag, Wiesbaden, 2003
- Resurrexit op. 48c über "Christ ist erstanden" für Oboe und Orgel (2000), Strube-Verlag München 2002 (auch als Orchesterfassung, Ms)
- Compendium musicae Sieben sinfonische Inventionen op. 70 für Orchester (2003) Ostinato-Verlag Salzgitter 2004
- Quartett a-moll für Flöte, Oboe, Violine und Viola op. 76 (2006), Ostinato-Verlag Salzgitter 2006

## Tondokumente
- Trompete und Orgel, Martin Weller und Gunther Martin Göttsche, MITRA DIGITAl, 1989, CD 16225
- Die Röver-Orgel der Kirche Beata Mariae Virginis in Hornburg, MITRA DIGITAL, 1993, CD 16258
- J. G. Rheinberger – J. S. Bach. Heidrun Bauer und Gunther Martin Göttsche: Ein Konzert für Sopran und Orgel an der Furtwängler-Orgel (1848) der Matthäuskirche zu Bredelem, AV-Studio Helmut Buchholz, 1997
- Uwe Karsten Groß spielt Orgelwerke von Gunther Martin Göttsche, SINNTAL RECORDS (Eigenverlag), CD 1: 2003, CD 2: 2009
- Schlüchterner Chorbuch, Gesamteinspielung mit dem Chor der Kirchenmusikalischen Fortbildungsstätte Schlüchtern, Januar 2006
- Der Nord-Süddeutsche Kammerchor, Gesamteinspielung des Heftes "Weihnachts-Singen" (Möseler-Verlag), Schlüchtern 2003
- Orgelkonzert in der Reriker Kirche – Gunther Martin Göttsche spielt Orgelwerke von Bach und Buxtehude, Herausgeber: Ev. Kirchengemeinde Rerik, 2007
- Die Schuke-Orgel der Erlöserkirche Jerusalem – Gunther Martin Göttsche spielt Orgelmusik aus vier Jahrhunderten (Buxtehude, Bach, Mendelssohn, Franck, Zimmermann, Göttsche). ANTES EDITION BM319297

## Schriften
- Laudes Organi – Orgeln, Orgelbauer und Organisten im Heiligen Land. In: Im Lande des Herrn. Franziskanische Zeitschrift für das Heilige Land, Nr. 4, München 2019.
- Eine der schönsten Melodien des Gesangbuchs. Johann Matthäus Meyfart (1590-1642) und sein Kirchenlied „Jerusalem, du hochgebaute Stadt“. In: JERUSALEM – Gemeindebrief/Stiftungsjournal der Evangelischen Gemeinde deutscher Sprache zu Jerusalem (im Folgenden Stiftungsjournal Jerusalem), 4/2017.
- Gib deim Volk einrlei Sinn auf Erd. Wissens- und Wünschenswertes zu Martin Luthers Liedern. In: Stiftungsjournal Jerusalem. 2/2017.
- Von Bankiers, Baumitteln und einem berühmten Bindestrich: Über die Bedeutung der Mendelssohn-Gedenktafel in der Himmelfahrtkirche Jerusalem. In: Stiftungsjournal Jerusalem. 1/2017.
- Eine Fuge von Bach. Der Schriftsteller Karl May an der Orgel der Erlöserkirche Jerusalem. In: Stiftungsjournal Jerusalem. 1/2016.
- Mehr als nur ein Vorspann: Die Steinigung des Stefanus in Mendelssohns „Paulus“. In: Stiftungsjournal Jerusalem. 1/2016.
- Vater Abraham, erbarm dich mein. Der Stammvater des Glaubens in der klassischen Kirchenmusik. In: Stiftungsjournal Jerusalem. 2/2015.
- Fünf Jahre als Kantor in Jerusalem. In: Forum Kirchenmusik. 6/2014, Strube Verlag, MünchenIBerlin.
- Die Dorfkirche in Russow/Mecklenburg – Ein Beitrag zu ihrer Geschichte und Ausstattung. Hrsg. in Zusammenarbeit mit der Kirchengemeinde Rerik/Mecklenburg sowie dem Förderverein Dorfkirche Russow, im Eigenverlag des Autors, 2012.
- Kirchenmusik im Kloster Schlüchtern – Eine Chronik zum 40-jährigen Jubiläum der Kirchenmusikalischen Fortbildungsstätte Schlüchtern. In: QUINTETT – Kirchenmusikalische Nachrichten der Evangelischen Kirche von Kurhessen-Waldeck, Nr. 17, Oktober 2010.
- Germanys next Top-Kantor/in. Hauptberufliche Kirchenmusiker und Kirchenmusikerinnen im kirchlichen und gesellschaftlichen Spannungsfeld des 21.Jahrhunderts. In: Forum Kirchenmusik. 3/2010, Strube-Verlag, München/Berlin (Erstveröffentlichung in HfK aktuell – Zeitschrift der Hochschule für Kirchenmusik Heidelberg, 4/2009).
- Die Sehnsucht nach dem endlosen, weiten Meer – oder: der Umgang mit Kindern und Jugendlichen im Orgelunterricht. In: Forum Kirchenmusik. 2009, Nr. 3.
- Chormusikrepertoire und Programmgestaltung. In: Basiswissen Kirchenmusik. Bd. 2. Carus-Verlag, Stuttgart 2009, sowie 3., aktualisierte und überarbeitete Auflage: Stuttgart 2020.
- Bekenntnisse eines Notenliebhabers. In: Forum Kirchenmusik. 6/2004, Strube Verlag, München/Berlin.
- Noten schreiben mit dem Computer. Notensatzprogramme in der kirchenmusikalischen Praxis. In: Musik und Kirche. 4/1999, Bärenreiter-Verlag, Kassel.
- Wen du nicht verlässest, Genius. Leben und Werk des Lübecker Malers Leopold Thieme. Eigenverlag, Sinntal 2005.

### Publikationen (als Herausgeber)
- mit Uwe Karsten Groß: Jazz Inspirations for Organ. Bärenreiter-Verlag, Kassel, Bände I bis IV, 2003–2017.
- mit Uwe Karsten Groß: Orgelmusik für Trauerfeiern – The Organ Funeral Album. Bärenreiter-Verlag, Kassel 2005.
- Karl Heinrich Georg Davin (1823–1884): 25 leichte Choralvorspiele aus op. 9. pro-organo-Verlag, Leutkirch 2004.
- Joseph Rheinberger (1839–1901): Sechs religiöse Gesänge für Singstimme und Orgel op. 157. Für hohe Stimme eingerichtet von Gunther Martin Göttsche. Ostinato-Verlag, Salzgitter 2002.
- Karl Ludwig Voss: Lebens Zeit. 20 Geistliche Lieder. Landesverband Evangelische Kirchenchöre von Kurhessen-Waldeck, 2009